# Sayon Camara
Sayon Camara de son nom complet Sayon Bamba Camara, née en 1976 à Faranah (Guinée) est une chanteuse et danseuse guinéenne.

## Biographie
Sayon Camara naît en 1976 à Faranah, dans la région du même nom en Guinée,. Fille d'une pharmacienne et d'un pilote, elle grandit baignée dans la musique traditionnelle de sa région natale et se découvre très tôt un talent pour le chant.
Ses parents l'envoient à « l’école catholique des bonnes surs », où elle apprend le français, car son père affirme que « pour pouvoir dire ce qu’on pense au diable, il faut parler sa langue »  (diable était le nom donné aux anciens colons, à l’époque). Elle poursuit ensuite ses études et obtient un diplôme d'études universitaires générales (DEUG) de sciences mathématiques,.

### Parcours musical
Son premier album porte le titre Dinguiraye, la chanson dinguiraye parle de l’histoire de cette ville mythique d’Elhadj Oumar Tall et de son histoire. Elle enchaîne avec son deuxième album Saramaya.

### Artiste UNESCO

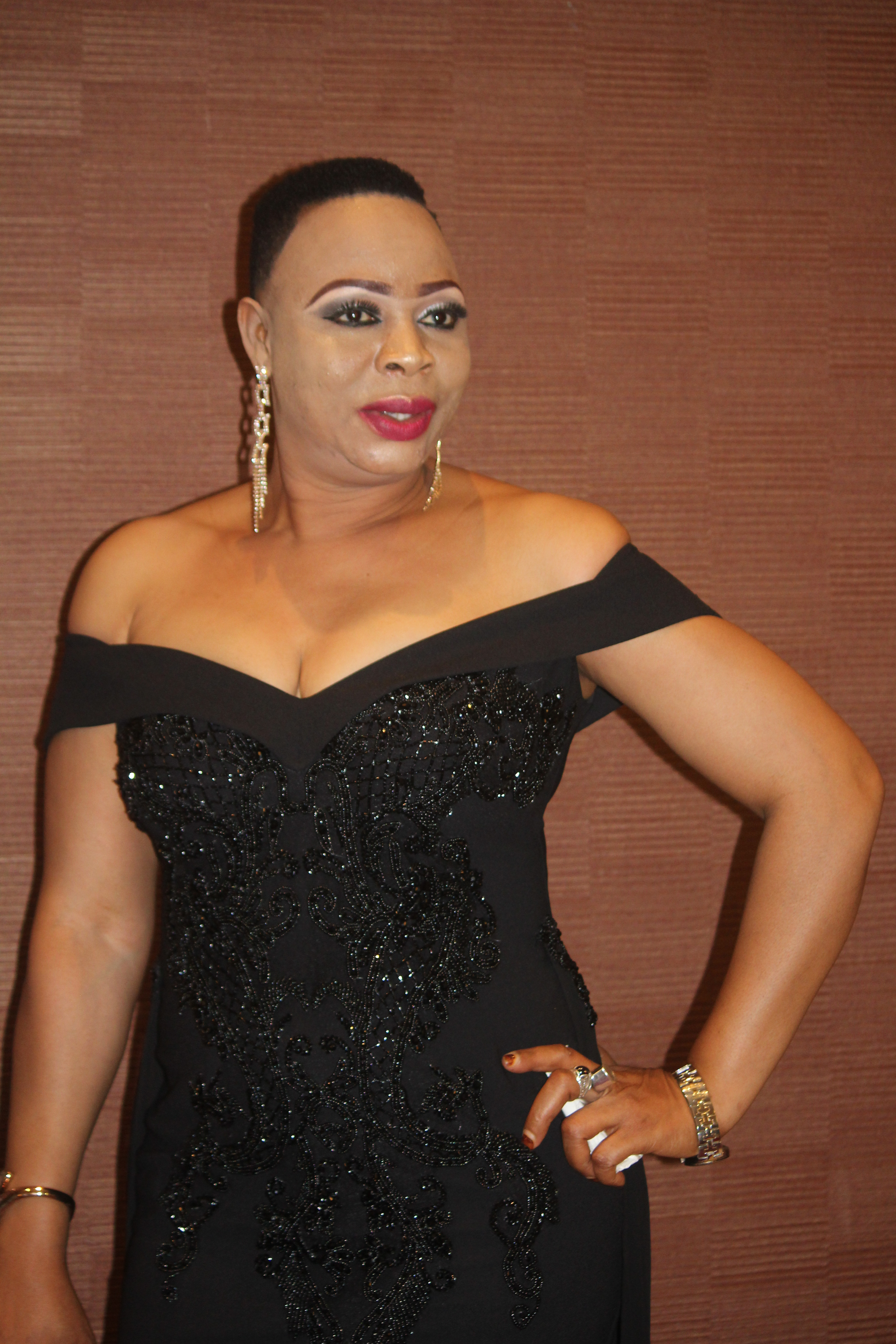
Sayon Camara en 2019.

Sayon Camara est la première Africaine nommée Artiste de l’UNESCO pour la paix en 2002 vue sa contribuant à attirer l'attention de l'opinion sur des activités entreprises dans les divers domaines de compétence de l'UNESCO par le directeur général Koïchiro Matsuura,.

### Famille
Sayon Camara est l’épouse du guitariste Mamadou Lakras Cissoko de Dinguiraye.

## Prix et reconnaissances
- 2022 : Trophées d'excellence aux victoires de la musique guinéenne,
- 2020 : Meilleure Collaboration Musicale avec Ibo N’Kéko en feat avec Cheka lors des VDMG.